# Peter Högberg
Peter Högberg, född 1955 i Falköping, är en svensk civiljägmästare och skoglig doktor, han är professor i skoglig marklära och var 1 juli 2015 – 31 december 2018 rektor för Sveriges lantbruksuniversitet (SLU).

## Ungdom och utbildning
Efter Fredrika Bremergymnasiet i Haninge kommun och värnplikt vid Svea artilleriregemente började Högberg 1975 på jägmästarutbildningen vid Skogshögskolan. Efter examen 1979 vann han inträde till forskarutbildningen vid Lantbruksuniversitetets skogsvetenskapliga fakultet i Umeå. Som doktorand var Högberg verksam som gästforskare i Tanzania och Zambia. Han disputerade 1986 på en avhandling om rotsymbioser hos afrikanska savannträd. 

## Karriär
Högberg var forskningsledare vid den skogsvetenskapliga fakulteten i Umeå 1986–1991 och blev docent i skoglig marklära 1989. Han innehade 1991–1993 en tjänst som professor i skoglig produktionslära vid Umeå universitet och blev 1993 professor i skoglig marklära vid SLU. Jämsides med sin forskning har Högberg kontinuerligt haft administrativa uppdrag som prefekt och dekan sedan 1993. Regeringen utnämnde 2015 Högberg till rektor för SLU. I februari 2018 valde Högberg att säga upp sig från sin tjänst, 1 år tidigare än hans förordnande löpt ut. Högberg lämnade rektorsposten formellt 31 december 2018. Han efterträddes av professor Karin Holmgren som blir vikarie fram till att en ny ordinarie rektor är utsedd. I juni 2019 beslutade regeringen att utse Maria Knutson Wedel till SLU:s nya rektor.
Högberg valdes in i Kungl. Skogs- och Lantbruksakademiens skogsavdelning 2005.